# 崎守町
崎守町（さきもりちょう）は北海道室蘭市の町。住居表示未実施。郵便番号は050-0055。かつて同名の字が存在した。

## 地理
室蘭市の西部に位置し、北に石川町，白鳥台、東に香川町，幌萌町、南東に陣屋町と接し、南から西に内浦湾と面する。

### 河川
- 二級河川 ペトトル川
- 普通河川 元室蘭川

### 海洋
- 内浦湾

## 地域の特徴
室蘭市の都市計画マスタープランでは蘭北地域に属する。
白鳥台の東，南，西を取り囲むような形になっている。南西部は埋め立て地で他は台地。北東端近くを道央自動車道が横断し、東端に室蘭ICがある。室蘭ICから接続する北海道道107号室蘭環状線が北東部を縦断、北海道道127号室蘭インター線は南下して陣屋町に抜ける。南部はほとんどの区間をトンネルとしてJR北海道 室蘭本線が南部を横断し、中央部に崎守駅がある。崎守駅からは北海道道704号崎守停車場線が北上し、白鳥台の南東から北西を囲むように通過する国道37号に接続する。

南部に崎守神社，泊然山元室蘭仙海寺，白鳥湾展望台，楢崎製作所、北部に室蘭ゴルフ倶楽部がある。

## 歴史
室蘭の地名発祥の地で、現在でも元室蘭と呼ばれる。陣屋町に南部陣屋が設置された頃には、ホロシレト岬（現在の崎守神社裏）ににらみ台場（国史跡東蝦夷地南部藩陣屋跡モロラン陣屋跡の一部）が置かれ、15人が配置されていたという。1965年（昭和40年）室蘭ゴルフ倶楽部白鳥コースがイタンキより移転。1968年（昭和43年）崎守駅開設。1984年（昭和59年）白鳥湾展望台設置。

### 地名の由来
崎守神社と南部陣屋出張台場跡にちなむ。

### 沿革
- 1929年（昭和4年）10月16日 - 字名改正により元室蘭村（大字）の一部が崎守町（字）となり、元室蘭村（大字）を廃止[6][7]。
- 1967年（昭和42年）7月1日 - 崎守町新設[注 1]。

### 町名の変遷
| 実施内容 | 実施年月日                | 実施後       | 実施前 |
| -------- | ------------------------- | ------------ | --- |
| 字名改正 | 1929年（昭和4年）10月16日 | 崎守町（字） | 元室蘭（大字）の小字、 モロラン，トコタンバ，モイ，キモンタイ，ペケレオタ，ポンペケレオタ，東沢，沢奥，オホナイ，ヘンベキリウタ，ベキリウタ |
| 町名新設 | 1967年（昭和42年）7月1日  | 崎守町       | 崎守町（字） |

## 世帯数と人口
2023年（令和5年）12月31日現在（室蘭市発表）の世帯数と人口は以下の通りである。
| 町     | 世帯数  | 人口  |
| ------ | ------- | ----- |
| 崎守町 | 168世帯 | 289人 |

### 人口の変遷
国勢調査による人口の推移。
| 1995年（平成7年）  | 323人 | [ 9 ]  |  |
| 2000年（平成12年） | 387人 | [ 10 ] |  |
| 2005年（平成17年） | 397人 | [ 11 ] |  |
| 2010年（平成22年） | 360人 | [ 12 ] |  |
| 2015年（平成27年） | 314人 | [ 13 ] |  |
| 2020年（令和2年）  | 299人 | [ 14 ] |  |

### 世帯数の変遷
国勢調査による世帯数の推移。
| 1995年（平成7年）  | 121世帯 | [ 9 ]  |  |
| 2000年（平成12年） | 144世帯 | [ 10 ] |  |
| 2005年（平成17年） | 147世帯 | [ 11 ] |  |
| 2010年（平成22年） | 151世帯 | [ 12 ] |  |
| 2015年（平成27年） | 128世帯 | [ 13 ] |  |
| 2020年（令和2年）  | 135世帯 | [ 14 ] |  |

## 学区
市立小・中学校に通う場合、学区は以下の通りとなる。
| 町     | 地番 | 小学校             | 中学校               |
| ------ | ---- | ------------------ | -------------------- |
| 崎守町 | 全域 | 室蘭市立白蘭小学校 | 室蘭市立本室蘭中学校 |

## 交通

### 鉄道
- JR北海道 崎守駅

### バス
道南バスが路線バスを運行する。

### 道路
- 道央自動車道
  - 室蘭IC
- 国道37号
- 北海道道107号室蘭環状線
- 北海道道127号室蘭インター線
- 北海道道704号崎守停車場線

## 施設

### 寺社
- 崎守神社
- 泊然山元室蘭仙海寺

### 公園
- 崎守臨海公園

### その他
- 白鳥湾展望台
- 楢崎製作所
- 室蘭ゴルフ倶楽部